# 大冒險家 (2019年電影)
《大冒險家》（英語：Missing Link）是一部2019年美國定格動畫冒險片，由克里斯·巴特勒自編自導，萊卡與Annapurna Pictures共同參與製作。其配音員包括休·傑克曼、柔伊·莎達娜、艾瑪·湯普遜、史蒂芬·佛萊、戴維·沃廉姆斯、提摩西·奧利芬、馬修·盧卡斯、艾米瑞塔·夏莉亞及查克·葛里芬納奇。故事主要描述一名怪奇生物冒險家護送一隻大腳怪型生物「林克先生」到喜馬拉雅山脈來與同類相聚。
該片由聯美定於2019年4月12日在美國上映，這也是首部非由焦點影業發行的萊卡電影。

## 劇情
故事描述世上最傑出的怪奇冒險家萊諾·佛洛斯特爵士，當他發現了一隻奇怪的大腳怪型生物「林克先生」（又名蘇珊）後，便開始踏上護送牠至喜馬拉雅山脈與牠的雪怪遠親相聚的冒險旅程。

## 配音員
- 查克·葛里芬納奇 配音 林克先生／蘇珊（Mr. Link／Susan）
- 休·傑克曼 配音 萊諾·佛洛斯特爵士（Sir Lionel Frost）
- 柔伊·莎達娜 配音 艾德蓮娜·佛爾奈特（Adelina Fortnight）
- 史蒂芬·佛萊 配音 皮戈特-鄧斯比勛爵（Lord Piggot-Dunceby）
- 戴維·沃廉姆斯 配音 雷米爾·林特（Lemuel Lint）
- 提摩西·奧利芬 配音 威拉德·史坦克（Willard Stenk）
- 艾瑪·湯普遜 配音 雪怪長老
- 馬修·盧卡斯 配音 柯利克先生（Mr. Collick）
- 艾米瑞塔·夏莉亞（英语：Amrita Acharia） 配音 愛瑪·拉赫瑪（Ama Lahuma）

## 發行

### 評價
爛番茄根據129條評論，獲得89%的新鮮度，平均得分7.14／10。在Metacritic上，電影獲得了68分，本片獲得了多數的好評。

## 外部連結
- 官方网站
- 互联网电影数据库（IMDb）上《大冒險家》的资料（英文）
- Metacritic上《大冒險家》的資料（英文）
- AllMovie上《大冒險家》的资料（英文）
- 爛番茄上《大冒險家》的資料（英文）
- Box Office Mojo上《大冒險家》的資料（英文）
- 開眼電影網上《大冒險家》的資料（繁體中文）
- Yahoo奇摩電影上《大冒險家》的資料（繁體中文）
- 时光网上《大冒險家》的資料（简体中文）
- 豆瓣电影上《大冒險家》的資料 （简体中文）